# اولگ لسف
 اولگ لسف (روسی: Оле́г Влади́мирович Ло́сев؛ زاده ۱۰ مهٔ ۱۹۰۳ درگذشته ۲۲ ژانویهٔ ۱۹۴۲) یک فیزیک‌دان و مهندس برق اهل روسیه بود.